# Грунська сільська територіальна громада
Грунська сільська територіальна громада — об'єднана територіальна громада в Україні, в Охтирському районі Сумської області. Адміністративний центр — село Грунь.
Площа громади — 245,04 км², населення — 5698 мешканців (2018).
Утворена 16 серпня 2016 року шляхом об'єднання В'язівської, Гнилицької, Грунської, Куземинської і Рибальської сільських рад Охтирського району.
19 липня 2020 року, в результаті адміністративно-територіальної реформи та ліквідації Охтирського району, громада увійшла до складу новоутвореного Охтирського району.

## Населені пункти
До складу громади входять 17 сіл: Аврамківщина, Бандури, Бідани, В'язове, Гнилиця, Грунь, Жолоби, Івахи, Куземин, Молодецьке, Пластюки, Рибальське, Рубани, Скелька, Шабалтаєве, Шаповалівка та Шолудьки.

## Культурна спадщина
Традиція  випікання та дарування різдвяних пряників у громаді в 2025 році занесена до списку нематеріальної культурної спадщини України під номером 114н.к.с. (Наказ від 16.07.2025 № 588) як «Традиція випікання та дарування обрядових різдвяних пряників на Слобожанщині ". Цей елемент НКС України занесено до списку елементів, що потребують термінової охорони.